# Camponotus haereticus
Camponotus haereticus är en myrart som beskrevs av Santschi 1914. Camponotus haereticus ingår i släktet hästmyror, och familjen myror. Inga underarter finns listade.